# Лупак (комуна)
Лупак (рум. Lupac) — комуна у повіті Караш-Северін в Румунії. До складу комуни входять такі села (дані про населення за 2002 рік):
- Воднік (463 особи)
- Клокотіч (1036 осіб)
- Лупак (964 особи)
- Рафнік (560 осіб)

Комуна розташована на відстані 350 км на захід від Бухареста, 6 км на захід від Решиці, 70 км на південний схід від Тімішоари.

## Населення
За даними перепису населення 2002 року у комуні проживали 3023 особи.
Національний склад населення комуни:
| Національність | Кількість осіб | Відсоток |
| -------------- | -------------- | -------- |
| хорвати        | 2823           | 93,4%    |
| румуни         | 161            | 5,3%     |
| німці          | 16             | 0,5%     |
| цигани         | 7              | 0,2%     |
| угорці         | 1              | < 0,1%   |
| українці       | 1              | < 0,1%   |
| серби          | 1              | < 0,1%   |
| чехи           | 1              | < 0,1%   |

Рідною мовою назвали:
| Мова       | Кількість осіб | Відсоток |
| ---------- | -------------- | -------- |
| хорватська | 2825           | 93,5%    |
| румунська  | 160            | 5,3%     |
| німецька   | 15             | 0,5%     |
| циганська  | 7              | 0,2%     |
| угорська   | 1              | < 0,1%   |
| українська | 1              | < 0,1%   |
| сербська   | 1              | < 0,1%   |
| чеська     | 1              | < 0,1%   |

Склад населення комуни за віросповіданням:
| Релігія        | Кількість осіб | Відсоток |
| -------------- | -------------- | -------- |
| римо-католики  | 2882           | 95,3%    |
| православні    | 122            | 4,0%     |
| адвентисти     | 8              | 0,3%     |
| баптисти       | 5              | 0,2%     |
| мусульмани     | 4              | 0,1%     |
| п'ятдесятники  | 1              | < 0,1%   |
| греко-католики | 1              | < 0,1%   |